# Serrivomer beanii
Serrivomer beanii är en fiskart som beskrevs av Gill och Ryder, 1883. Serrivomer beanii ingår i släktet Serrivomer och familjen Serrivomeridae. Inga underarter finns listade i Catalogue of Life.